# Rheinfähre Bad Godesberg–Niederdollendorf

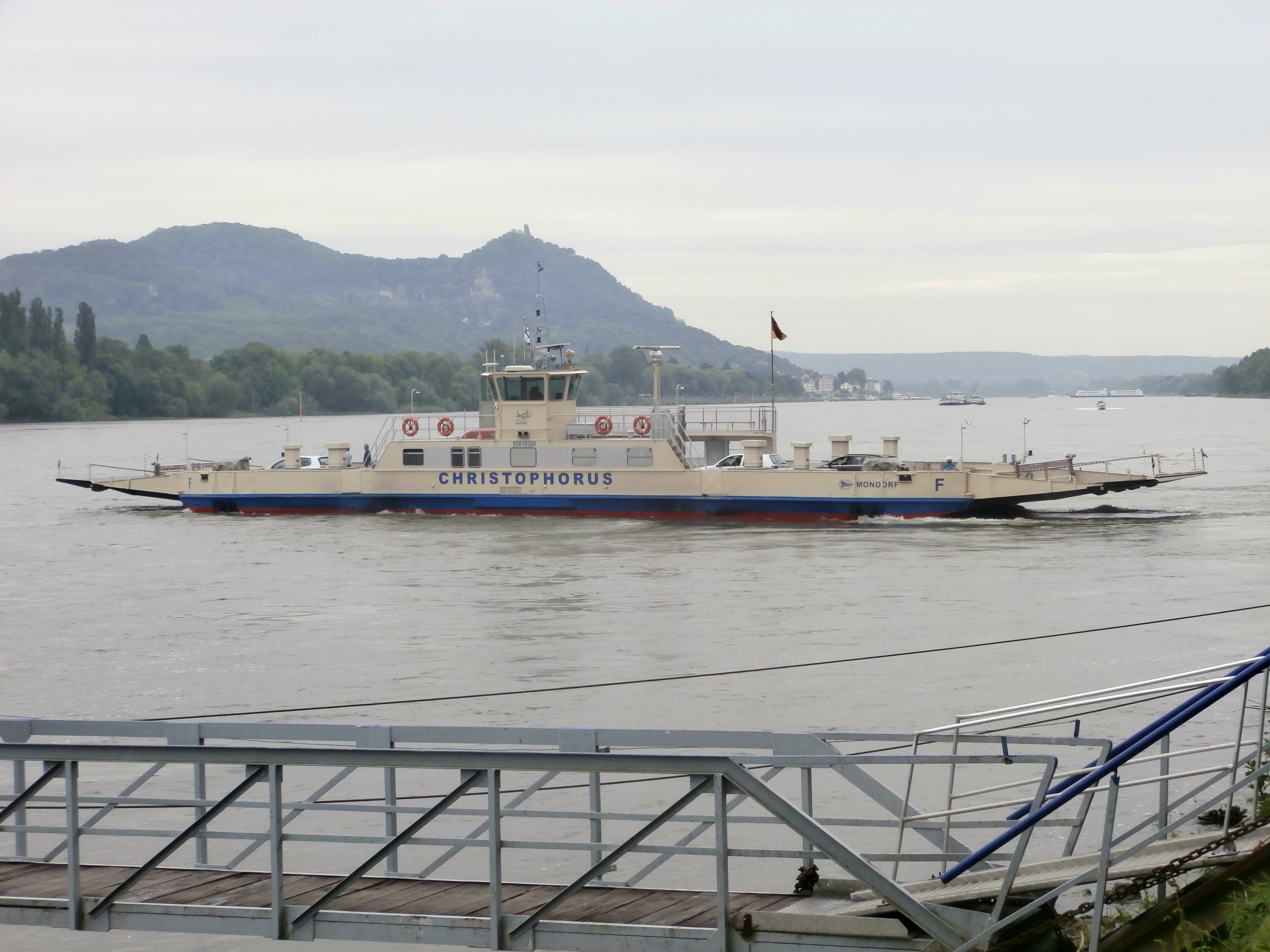
Fährschiff Christophorus

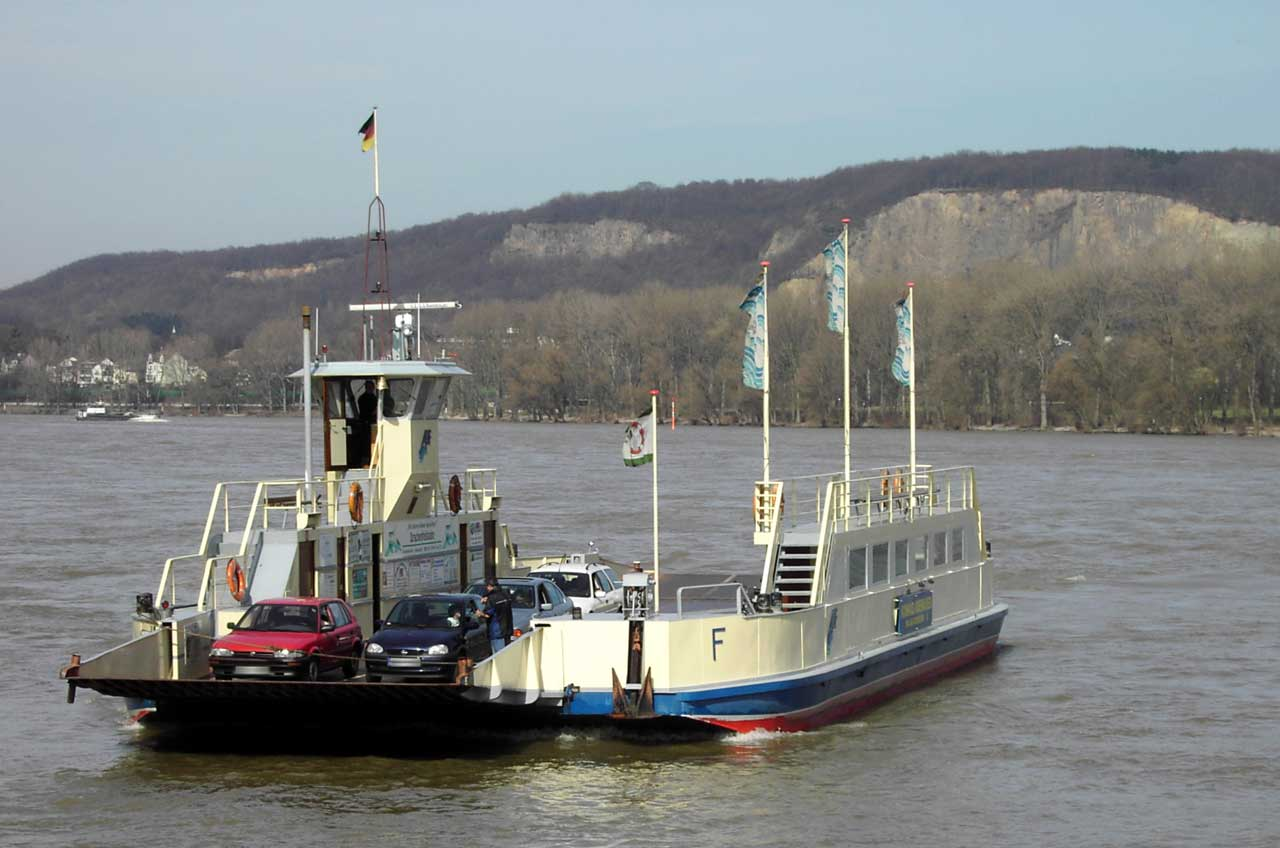
Fährschiff Konrad Adenauer

Die Rheinfähre Bad Godesberg–Niederdollendorf ist eine Rheinfähre bei Stromkilometer 647 zwischen Plittersdorf, einem Ortsteil des Bonner Stadtbezirks Bad Godesberg, und Niederdollendorf, einem Ortsteil der Stadt Königswinter. Der linksrheinische Fähranleger befindet sich am Ende der Bad Godesberger Rheinallee (Von-Sandt-Ufer), der rechtsrheinische am Ende der Niederdollendorfer Fährstraße. Bis 2014 firmierte die Fähre als Autoschnellfähre Bad Godesberg–Niederdollendorf. Betreiber ist die Auto-Schnellfähre Bad Godesberg-Niederdollendorf GmbH (ASF), seit Juli 2014 ist der Betrieb an die Lux-Werft und Schifffahrt GmbH verpachtet. 

## Geschichte
Eine ständige Fährverbindung zwischen Godesberg und Niederdollendorf hatte es bereits zu Beginn des 18. Jahrhunderts gegeben. Die bis heute bestehende Fährgesellschaft – damals unter dem Namen Elektrische Fähre Godesberg–Niederdollendorf GmbH – wurde am 21. März 1908 gegründet, am 8. Juli 1908 erfolgte die Jungfernfahrt des Fährschiffs. Es war die erste elektrisch betriebene Fähre über den Rhein und wurde von der Werft Berninghaus in Duisburg gebaut. Gesellschafter waren zu Beginn neben der Stadt Bad Godesberg und den Gemeinden Niederdollendorf und Oberdollendorf auch 50 Privatleute. Der anfangs ertragreiche Betrieb fuhr in den 1920er-Jahren aufgrund der allgemeinen wirtschaftlichen Zustände sowie dem Aufkommen von Wettbewerbern (darunter Motorbootgenossenschaften) hohe Verluste ein.
Im September 1938 übernachtete der britische Premierminister Neville Chamberlain auf dem Petersberg und setzte eine Woche lang mit der Fähre nach Godesberg über, wo er im Rheinhotel Dreesen zu Verhandlungen über die Sudetenkrise auf Adolf Hitler traf. Zum Ende des Zweiten Weltkriegs hin wurde das Fährschiff Anfang März 1945 vor der Einnahme des Gebiets durch die Alliierten von deutschen Truppen versenkt. Zur Rheinquerung errichteten die US-amerikanischen Streitkräfte stattdessen die Hodges-Brücke, eine Pontonbrücke, die Ende 1945 wieder abgebrochen wurde. Die Wiederaufnahme des Fährbetriebs zwischen Bad Godesberg und Niederdollendorf erfolgte im März 1946. Diesem kam nun bis zur (Wieder)Eröffnung der Rheinbrücke in Bonn am 12. November 1949 eine hohe verkehrliche Bedeutung zu. 1951 wurde als Ersatz für die bisher genutzte Anlegebrücke eine neue, ins Wasser fallende Anfahrtsrampe gebaut. 1954 schlossen das Land Nordrhein-Westfalen als Inhaber des staatlichen Fährregals und die ASF einen Fährpachtvertrag ab, in dem das Land der ASF den Betrieb einer Fähre von Bad Godesberg nach Niederdollendorf gestattete.:21 1956 wurde in Niederdollendorf für die Fahrgäste der Rheinfähre eine Wartehalle errichtet.
Bundeskanzler Konrad Adenauer nutzte die – dann für ihn allein reservierte – Fähre während seiner Amtszeit (1949–1963) häufig, um von seinem rechtsrheinischen Wohnort in Rhöndorf zu seinem linksrheinischen Dienstort Bonn zu gelangen. Zu Ehren Adenauers, dessen Sarg am 22. April 1967 unter Benutzung der auf halbmast geflaggten Fähre nach Bonn überführt wurde, taufte man das im gleichen Jahr in Dienst gestellte Schiff auf den Namen Konrad Adenauer. Im Zuge der Eröffnung der vier Kilometer rheinabwärts gelegenen Bonner Südbrücke 1972 musste die Fähre Einbußen hinnehmen, erneut zeitweilig im Umfeld der Verlegung des Regierungssitzes nach Berlin im Jahre 1999. 2006 kam ein Betrugsskandal ans Licht: Mitarbeiter der Fähre hatten zwei Jahrzehnte lang Einnahmen in einer geschätzten Höhe von 1,5 Millionen Euro unterschlagen.
Bis März 2015 umfasste der Fährbetrieb zwei Schiffe (Konrad Adenauer und St. Christophorus II) aus den Jahren 1966 und 1967 mit einer Gesamtkapazität von 500 Personen, gebaut in der Oberwinterer Schiffswerft Clausen. Die Anzahl der beförderten Personen wird für 2011 mit 606.000 angegeben, die der transportierten Pkws mit 184.000 und die der Überfahrten mit 65.000. Die Fährgesellschaft ASF Auto-Schnellfähre Bad Godesberg–Niederdollendorf GmbH wurde bis 2014 von den Städten Bonn (zu 74,81 %) und Königswinter (zu 25,19 %) gemeinsam getragen, ihren Sitz hat sie in der Bad Godesberger Rheinallee. Der zwischenzeitlich aufgekommene Plan, eine neue Fähre anzuschaffen sowie die Fährgesellschaft zu verkaufen, wurde 2012 verworfen. Stattdessen war nun für 2013 eine umfassende Sanierung und Modernisierung des seinerzeit hauptsächlich eingesetzten Fährschiffs Konrad Adenauer vorgesehen. Da die Gesellschafter die anfallenden Kosten nicht zu leisten bereit waren, wurden die Fährschiffe auf Beschluss der Stadträte von Bonn und Königswinter im Juli 2014 an die Lux-Werft und Schifffahrt GmbH in Mondorf verkauft und der Betrieb mitsamt den elf Mitarbeitern an sie verpachtet. Der Pachtvertrag hat eine Laufzeit von 20 Jahren mit einer Verlängerungsoption. Im März 2015 wurde die St. Christophorus II durch ein vormals unter dem Namen Bingerbrück als Arbeitsschiff im Dienst des Wasser- und Schifffahrtsamtes am Mittelrhein stehendes Fährschiff aus dem Jahre 1966 ersetzt. Es trägt nun den Namen Christophorus und verkehrt als Hauptschiff der Rheinfähre Bad Godesberg-Niederdollendorf.

## Trivia
Die Rheinautofähre wird in dem Lied "Seemann" der Wise Guys erwähnt.